# Copeland Islands, British Columbia
Copeland Islands är öar i Kanada.   De ligger i provinsen British Columbia, i den sydvästra delen av landet, 3 600 km väster om huvudstaden Ottawa. Den största ön är ungefär 0,5 kvadratkilometer. Ögruppen utgör Copeland Islands Marine Park.
Terrängen på Copeland Islands är platt. Ögruppens högsta punkt är 62 meter över havet. Den sträcker sig 2,1 kilometer i nord-sydlig riktning, och 1,4 kilometer i öst-västlig riktning.